# Miskraam
Een miskraam is een spontane afbreking van een zwangerschap tot 28 weken (door de Wereldgezondheidsorganisatie gedefinieerd). De medische term hiervoor is spontane abortus, maar omdat 'abortus' in de spreektaal meestal wordt gebruikt voor een opzettelijke zwangerschapsafbreking (abortus provocatus), wordt dat woord vaak met enige voorzichtigheid gebruikt bij ouders die ongewild een zwangerschap verliezen.
Een doodgeboren baby is een baby die na de eerste 28 (of ander aantal, definities variëren) weken van de zwangerschap geboren wordt, maar al voor de geboorte overleden is (intra-uteriene vruchtdood) of bij de geboorte overlijdt. De Wet op de lijkbezorging definieert een doodgeborene als de na een zwangerschapsduur van ten minste 24 weken levenloos ter wereld gekomen menselijke vrucht. Zie ook perinatale sterfte.

## Frequentie
Miskramen komen vaker voor dan de meeste mensen denken. Zo'n 25% van alle vrouwen krijgt er in hun leven mee te maken. Wordt vanaf het moment van bevruchting gerekend, dan wordt zelfs mogelijk tot 90% van alle bevruchte eicellen voortijdig afgestoten; meestal echter worden de zeer vroege zwangerschappen die in een miskraam eindigen niet eens opgemerkt, omdat een normale menstruatie volgt, of deze alleen maar een of twee dagen later komt. De helft van alle zwangerschappen eindigt dus al voordat de vrouw weet dat ze zwanger is. Van alle 'vastgestelde' zwangerschappen loopt gemiddeld 15% uit op een miskraam.
De leeftijd van de moeder is de belangrijkste risicofactor: de kans op een miskraam is circa 9% voor vrouwen tussen 20 en 42 jaar, meer dan 50% voor vrouwen van 42 jaar en zelfs tot 75% voor 45-jarige vrouwen.

## Verloop
Het verloop van een miskraam kan erg verschillen:

Een embryo zonder hartslag, dat zich nog in de baarmoeder bevindt, ook wel gemiste miskraam genoemd.

- Soms weet een vrouw nog niet dat de vrucht in haar buik is overleden. Vaak komt zij erachter bij de eerste echo, die vanaf 2007 tussen de 8e en 11e week van de zwangerschap wordt gemaakt door de verloskundige of de gynaecoloog. Het hartje van de foetus klopt dan niet, en soms is de foetus niet eens waar te nemen en ziet men enkel een lege vruchtzak. Vaak is in dit soort gevallen de foetus al een aantal weken dood. Men spreekt dan van een missed abortion. Er zijn dan verschillende mogelijkheden: afwachten tot de miskraam op natuurlijke wijze op gang komt; met behulp van medicijnen de uitstoting van het overleden vruchtje opwekken; een zuigcurettage laten doen door de gynaecoloog in het ziekenhuis.

- Soms komt een miskraam spontaan op gang. De mogelijke eerste tekenen van een spontane miskraam zijn het afnemen van zwangerschapsverschijnselen (zoals misselijkheid en gespannen borsten), bloedverlies of menstruatieachtige krampen. Men spreekt van een 'abortus imminens' (dreigende abortus). Enkel bloedverlies is lang niet altijd de voorbode van een spontane abortus: 50% van deze zwangerschappen wordt dan toch nog succesvol uitgedragen. Als echter de baarmoederhals zich opent en/of de vrucht bij echografie reeds overleden blijkt, spreekt men van een 'abortus incipiens' (onvermijdelijke abortus) en is het optreden van de abortus zeker geworden. Het bloedverlies en de krampen zullen aanhouden tot de vrucht uit de baarmoeder is verdreven. Tot 13 weken zwangerschap verlaat de vrucht meestal tegelijkertijd met de vliezen en de placenta de baarmoeder.
- Na het eerste trimester (na 16 weken) van de zwangerschap is eigenlijk sprake van een bevalling, mits de foetus ook die termijn heeft gehaald. Er kunnen voorweeën optreden. Ook breken de vliezen en krijgt de vrouw hevige weeën. De foetus en de placenta verlaten meestal na elkaar de baarmoeder. Als de foetus nog leefde, overlijdt die meestal tijdens de bevalling. Als een foetus al overleden is en de miskraam komt niet spontaan op gang, dan moet de bevalling ingeleid worden. Als de placenta niet komt, is alsnog een curettage nodig.

Na een week of twee is de vrouw doorgaans fysiek volledig hersteld van een miskraam. Drie tot acht weken is een normale termijn waarbinnen de eerste menstruatie weer kan volgen. Ook is het mogelijk dat een vrouw meteen weer zwanger wordt. Een zwangerschapstest is op zo'n moment onbetrouwbaar, omdat het hormoon hCG nog van de vorige zwangerschap in het bloed kan zitten.

## Oorzaken
Soms kan door middel van onderzoek achteraf worden vastgesteld wat de oorzaak was van de miskraam. Meestal wordt dat onderzoek pas gedaan als er sprake is van twee opeenvolgende miskramen. In dat geval wordt de kans op een volgende miskraam groter dan na een enkele miskraam. Men spreekt bij herhaalde miskramen van habituele abortus.
Er kunnen verschillende oorzaken zijn:
- Een aanlegfout bij de foetus ('embryonale factor'). Dit is verreweg de belangrijkste oorzaak van een miskraam. Hieraan ligt vaak een genetische afwijking ten grondslag. Dit is slechts zelden een erfelijke DNA-fout, meestal is de fout ontstaan tijdens de bevruchting.
- Stollingsstoornis bij de moeder (o.a. het antifosfolipidensyndroom).
- hormonale afwijkingen bij de moeder (o.a. diabetes mellitus, hyperhomocysteïnemie).
- Anatomische afwijkingen aan de baarmoeder. Deze kunnen onder meer zijn: een misvormde baarmoeder (al dan niet vanwege het deshormoon), vleesbomen of een tussenschot in de baarmoeder.
- Infecties in de baarmoeder (zeer zelden).
- Besmetting met de vijfde ziekte.
- Leefgewoonten: roken, overmatig koffie- en/of alcoholgebruik en overgewicht zijn allemaal geassocieerd met een iets verhoogde kans op een miskraam.

## Behandeling
Een behandeling om een miskraam te voorkomen is er nog niet. Er zijn (en worden) vele verschillende behandelingen uitgeprobeerd, waarvan uit het verleden de bekendste het gebruik van di-ethylstilbestrol (DES) is. Dit synthetisch hormoon werd in sommige landen, in Nederland tussen 1947 en 1976, op grote schaal voorgeschreven aan zwangeren. Het werkte niet, maar verhoogde wel de kans op afwijkingen bij foetussen of bij kinderen van de tweede of derde generatie.
Nog steeds wordt gezocht naar mogelijke behandelingen voor een miskraam. Hormonen als bijvoorbeeld progesteron, HCG, LHRH-analogenen met gonadotrifinen, en ook schildklierhormonen worden soms voorgeschreven, maar tot nu toe is van geen van deze therapieën in wetenschappelijk onderzoek het nut aangetoond.

## Psychische aspecten
Hoewel een vrouw fysiek snel herstelt van een miskraam, kan het psychische herstel lang op zich laten wachten. Dat kan sterk verschillen: de ene vrouw is er na enkele maanden 'overheen', de andere doet er jaren over. Er is geen richtlijn voor te geven. Zelfs als een vrouw tien jaar na enkele miskramen alsnog een gezond kind ter wereld brengt, kan de angst voor een wiegendood van dit kind haar nog achtervolgen. De tijd moet de scherpe kantjes er uiteindelijk afslijten. Vergeten kunnen sommige vrouwen het echter nooit.
Wat wel bij alle vrouwen hetzelfde is, is dat ze een rouwverwerkingsproces doormaken. Hoe kort de foetus ook geleefd heeft, het maakt voor het gevoel van verlies niets uit. Vanaf het moment dat een vrouw weet dat ze zwanger is, begint ze met het opbouwen van een band met haar ongeboren kind. Wanneer blijkt dat het kind niet levensvatbaar is, worden dromen, fantasieën en toekomstplannen ruw verstoord. Vrijwel alle vrouwen vragen zich ook af of dingen die zij voor de miskraam gedaan hebben, de miskraam niet hebben opgeroepen of veroorzaakt: een zware inspanning geleverd, een keer wat te veel gedronken enzovoort. Hier zijn geen aanwijzingen voor en het is belangrijk de vrouw op dit punt gerust te stellen. De rouw is vaak dieper naarmate men in gedachten al meer op een baby gerekend had en daar al allerlei verwachtingen over had ontwikkeld.
Naast het gevoel van verlies speelt ook het onbegrip in de omgeving vaak een grote rol. Iemand die niet aan den lijve een miskraam heeft meegemaakt, kan niet weten wat het is en hoe ingrijpend het is. Mensen in de omgeving denken na een aantal weken of misschien maanden dat de vrouw er wel overheen zal zijn. De zwangerschap en de miskraam worden amper meer genoemd in een gesprek, vaak ook omdat het onderwerp te pijnlijk is. Dit kan de vrouw een groot gevoel van isolement geven.
Daar komt nog bij dat de omgang met zwangere vrouwen en pasgeboren kinderen vaak pijnlijk is. Dit bemoeilijkt de omgang met vriendinnen, kennissen en familieleden soms sterk. Vlak na een miskraam willen vrouwen soms helemaal niet de straat op, uit angst voor ontmoetingen met bekenden of zwangere vrouwen.
Een vrouw kan na een miskraam een aantal dingen doen om het gebeurde beter te verwerken (steun en begrip van de partner is daarbij onontbeerlijk):
- Het kind een naam geven
- Het kind fotograferen
- Het kind begraven
- Boeken over het onderwerp lezen
- Erover praten
- Contact met lotgenoten zoeken: op internet zijn talloze forums te vinden waar lotgenoten elkaar ontmoeten
- Soms helpt het om professionele hulp te zoeken: ook al is het vaak een natuurlijk verwerkingsproces dat vaak vanzelf zijn weg vindt, het kan soms erg lang duren. In dat soort gevallen kan het helpen om met bijvoorbeeld een psycholoog, rouwverwerkingsbegeleider of andere specialist te praten

## Nederlandse wet
Boek 1 van het Nederlandse Burgerlijk Wetboek bepaalt dat een kind dat dood ter wereld komt, geacht wordt nooit te hebben bestaan. Sommige betrokken ouders vinden dit een onprettige formulering, maar de bepaling strekt er niet toe het bestaan van het kind te ontkennen, maar heeft slechts tot doel om eventuele problemen op het terrein van het erfrecht te voorkomen door duidelijk vast te stellen dat een levenloos geboren kind geen rechten en plichten kan hebben of kan overdragen aan andere personen. De Wet van 19 december 2018 tot wijziging van de Wet basisregistratie personen in verband met het opnemen van gegevens over kinderen die op het moment van de geboorte niet meer in leven zijn of omtrent wie een Nederlandse akte is opgemaakt die vermeldt dat het kind op het ogenblik van de aangifte niet in leven is, is op 1 februari 2019 ingegaan. Er wordt ook weleens bij abortus provocatus gebruik van gemaakt. Er was eerder al de mogelijkheid een akte van een levenloos geboren kind te ontvangen, ongeacht de duur van de zwangerschap.